# Gryllus fulvipennis
Gryllus fulvipennis is een rechtvleugelig insect uit de familie krekels (Gryllidae). De wetenschappelijke naam van deze soort is voor het eerst geldig gepubliceerd in 1851 door Blanchard.